# Правый (деревня)
Правый— деревня в Манском районе Красноярского края в составе Камарчагского сельсовета.

## География
Находится в примерно  в  22 километрах по прямой на северо-запад от районного центра села Шалинское.

## Климат
Климат резко континентальный с холодной, продолжительной зимой и коротким жарким летом. Средние температуры июля и августа не опускаются ниже 17,6 °С. Периоды с температурой выше 0 и 10 °С имеют продолжительность, соответственно 183 и 103 дня. Длительность безморозного периода не превышает 83 дня. Относительная влажность воздуха довольно высокая. Средняя температура января –18,2°С, июля +19,1 °С. Абсолютный минимум температур – 53 °С, максимум +36 °С. Среднее количество осадков, выпадающих с ноября по март – 85 мм, с апреля по октябрь – 369 мм. Появление устойчивого снежного покрова приходится на октябрь - ноябрь. Средняя дата образования устойчивого снежного покрова 2 ноября. Средняя высота снежного покрова за зиму 29 см..

## История
Основана в 1902 году. В 1926 году отмечено 64 жителя.

## Население
Постоянное население составляло 28 человек в 2002 году (96% русские),  17 в 2010.

## Инфраструктура
Остановочная платформа Правая Красноярской железной дороги.